# Cyrus Pallonji Mistry
Cyrus Pallonji Mistry (né le 4 juillet 1968 et mort le 4 septembre 2022) est un homme d'affaires irlando-indien. 
Il est président du groupe Tata de décembre 2012 à octobre 2016. Il a succédé à Ratan Tata,. C'est le plus jeune fils du magnat indien de la construction Pallonji Mistry. Mistry est le sixième président du groupe Tata et le second à ne pas s'appeler Tata après Sir Nowroji Saklatvala (en). Il est également président du conseil d'administration de plusieurs autres compagnies dont Shapoorji Pallonji & Co., Forbes Gokak (en), Afcons Infrastructure et United Motors (Inde).
En février 2017, Il est remplacé par l'indien Natarajan Chandrasekaran (en) à la tête du groupe Tata.

## Biographie
Cyrus Mistry est le plus jeune fils de Pallonji Mistry, un magnat parsi-irlandais de la construction. Le grand-père de Mistry acheta des actions du groupe Tata dans les années 1930, une participation qui s'élève actuellement à 18,5 % et qui est dans les mains du père de Mistry, le plus grand actionnaire particulier dans un groupe détenu principalement par des trusts.

### Éducation
Cyrus Mistry a étudié à la Cathedral & John Connon School (en) à Bombay. Il est diplômé de l'Imperial College London avec un BE en Génie civil et détient un Master of Science in management de la London Business School. Il est membre de l'Institution of Civil Engineers,.

### Carrière
Cyrus Mistry a été directeur général de Shapoorji Pallonji & Company, qui fait partie du Shapoorji Pallonji Group (en) (SP Group). Il a eu la chance de rejoindre le comité d'administration de Tata Sons un après que son père quitte le poste de directeur général en 2005 et il devient directeur de Tata Sons le 1er septembre 2006. Il est directeur de Tata Elxsi Limited du 24 septembre 1990 au 26 octobre 2009 et directeur de Tata Power Co. Ltd jusqu'au 18 septembre 2006.
Il est président du conseil d’administration de Shapoorji Pallonji Group and Afcons Infrastructure Limited,.
En 2012, Cyrus Mistry est nommé président du conseil de Tata Sons.
Il est également directeur de plusieurs compagnies dont Forvol International Services Ltd, Shapoorji Pallonji & Co. Ltd, Cyrus Investments Ltd, Shapoorji Pallonji Power Co. Ltd, Buildbazaar Technologies (India) Pvt Ltd, Sterling Investment Corporation Pvt. Ltd, Samalpatti Power Co. Pvt. Ltd, Shapoorji Pallonji & Co. (Rajkot) Pvt. Ltd, Shapoorji Pallonji Finance Ltd, Shapoorji Pallonji Infrastructure Capital Co. Ltd, Oman Shapoorji Construction Co. Ltd et Muscat Pallonji Shapoorji & Co. Pvt. Ltd. Il a été directeur non-exécutif de Forbes Gokak Limited à partir du 23 juin 2003.
Il est membre fondateur de la Construction Federation of India. Il est administrateur du Breach Candy Hospital (en) Trust, à Bombay. Il est également membre du conseil de l'Imperial College India Foundation,,.

### Famille
Son frère aîné, Shapoor Mistry, est marié à Behroze Sethna, la fille du juriste Rusi Sethna.
Cyrus a deux sœurs, Laila and Aloo. Aloo est mariée à Noel Tata (en), le demi-frère de Ratan Tata. Laila est mariée à Rustom Jehangir,,.
Cyrus Mistry est marié à Rohiqa Chagla, la fille du juriste Iqbal Chagla et la petite-fille du juriste M. C. Chagla (en). Ils ont deux enfants.

### Accident
Il subit un accident à bord d'une Mercedes-Benz 2017 GLC 220d 4MATIC à Palghar près de Mumbai en Inde, le dimanche 4 septembre 2022. Les déclarations préliminaires de la police suggèrent que les passagers décédés ne portaient pas de ceinture de sécurité.
L'accident est dû à une perte de contrôle due à une sur-vitesse qui a précipité le véhicule contre le terre-plein central sur un pont sur le fleuve Surya (en).